# Анна Стармах
Анна Стармах (пол. Anna Starmach, 15 травня 1987, Краків) — польська шеф-кухар, автор кулінарних книг та кулінарного порталу, що здобула визнання завдяки роботі присяжної польських версій програм «MasterChef» та «MasterChef Junior».

## Ранні роки
Є дочкою Терези та Анджея Стармаха, краківських істориків та колекціонерів мистецтва, власників Галереї Стармах.
Вивчала історію мистецтва в Ягеллонському університеті. Закінчила з відзнакою однорічний курс в кулінарній школі «Le Cordon Bleu» в Парижі.

## Кар'єра
Проходила стажування у відомих ресторанах, в тому числі у французькому "Lameloise, який має три зірки в путівнику «Мішлен», краківській «Анкорі» та ресторанах у «Старому Готелі».
У 2010 році була послом фірми Каміс, презентуючи спосіб приготування страв з мішечка[що це?]. Того ж року виграла конкурс «Готуй все», організований «Добрий день TVN». У TVN Style веде власну програму «Смачні 25», в якій за 25 хвилин готує страву за 25 злотих. На основі цієї серії були створені такі книги: «Смачні 25», «Смачно. Нова порція рецептів» або «Пишні для кожного випадку». Також веде програму «Здоровий день» на каналі RMF Classic.
У 2016 році виборола статуетку «Зірка Плеяди» в категорії «Метаморфоза року» під час Великої Гали Зірок Плеяди.

## Приватне життя
У 2017 році вийшла заміж за Пьотра Куска. У серпні 2018 року оголосила, що очікує дитину. 13 листопада підтвердила народження доньки Ягни.

## Публікації
- «Смачні 25» (Znak Literanova 2013).
- «Смачні 25. Нова порція рецептів» (2014 р.)
- «Смачно на кожен випадок» (2014)
- «Легкість» (2015)
- «Смачне солодке» (2015)
- «Пишності» (2016)
- «Смачні вечері» (2017)